# Lista zabytków w Pembroke (Malta)
To jest lista zabytków w miejscowości Pembroke na Malcie, które są umieszczone na liście National Inventory of the Cultural Property of the Maltese Islands.

## Lista
| Nazwa zabytku  | Lokalizacja                | Współrzędne                                   | Nr na liście NICPMI | Zdjęcie |
| -------------- | -------------------------- | --------------------------------------------- | ------------------- | ------- |
| Wieża Madliena | Triq it-Torri tal-Madliena | 35°56′11,6″N 14°28′23,1″E/35,936552 14,473081 | 00050               |         |
| Madliena fugas | Triq it-Torri tal-Madliena | 35°56′11,4″N 14°28′21,8″E/35,936509 14,472728 | 1435                |         |